# Linnaemya frater
Linnaemya frater är en tvåvingeart som först beskrevs av Camillo Rondani 1859.  Linnaemya frater ingår i släktet Linnaemya och familjen parasitflugor. Inga underarter finns listade i Catalogue of Life.